# Nacho Libre
Nacho Libre er en amerikansk spillefilm, der blev udgivet den 16. juni 2006,af Paramount Pictures, selvom den tidligere havde haft premiere i udvalgte biografer. Manuskriptet er skrevet af Jared Hess (også instruktøren), Jerusha Hess, og Mike White. Den er løst baseret på historien om Fray Tormenta ("Friar Storm"), aka Rev. Sergio Gutierrez Benitez, en rigtig levende mexicansk katolsk præst, der havde en 23-år lang karriere som en maskeret bryder. Filmen er produceret af Jack Black, David Klawans, Julia Pistor, og Mike White. Den originale udgivelsesdato var maj 2006, men blev ændret af Paramount for at undgå konkurrence fra Fox's X-Men: The Last Stand og en af Paramounts andre film, Mission: Impossible III.

## Rolleliste
- Jack Black som Nacho
- Ana de la Reguera som Sister Encarnación
- Héctor Jiménez som Steven Esqueleto
- Troy Gentile som Nacho (ung alder)
- Carla Jiménez som Cándida
- Richard Montoya som Guillermo
- César González som Ramses
- Moises Arias som Juan Pablo
- Darius Rose som Chancho
- Peter Stormare som Emperor

## Musik
Soundtrack til filmen blev udgivet i USA den 24. oktober 2006.
Her er en liste over albummets sange:
1. Hombre Religioso (Religious Man) – Mister Loco
2. "A Nice Pile-Drive To The Face" – Nacho (Dialog)
3. Move, Move, Move – Alan Hawkshaw & Alan Parker
4. Papas – Mister Loco
5. Singing At The Party – Jack Black with Ismael Garcia Ruiz Y Su Trio
6. Ramses Suite – Danny Elfman
7. "All The Orphans In The World" – Nacho & Esqueleto (Dialog)
8. There Is No Place In This World For Me – Beck
9. "I'm Serious" – Nacho (Dialog)
10. 10,000 Pesos – Beck
11. Irene – Caetano Veloso
12. Pump A Jam (Ramses) – Cholotronic
13. Black Is Black – Eddie Santiago
14. Half Forgotten Daydreams – John Cameron
15. Encarnación – Jack Black
16. Tender Beasts Of The Spangled Night – Beck
17. Saint Behind The Glass – Los Lobos
18. "Beneath The Clothes We Find The Man..." – Nacho (Dialog)
19. Forbidden Nectar – Jack Black & Mucho Macho Acapulco

## Eksterne Henvisninger
- Nacho Libre på Internet Movie Database (engelsk)
- Nacho Libre på Filmdatabasen
- Nacho Libre på Scope
- Nacho Libre i Svensk Filmdatabas (svensk)
- Nacho Libre på AlloCiné (fransk)
- Nacho Libre på MovieMeter (nederlandsk)
- Nacho Libre på AllMovie (engelsk)
- Nacho Libre hos American Film Institute (engelsk)
- Nacho Libre på Turner Classic Movies (engelsk)
- Nacho Libre på The Movie Database (engelsk)
- Den officielle hjemmeside Arkiveret 2. september 2010 hos  Wayback Machine